# Драгиња Рамадански
Драгиња Рамадански (Сента, 20. септембар 1953) је српска књижевница и преводилац.

## Биографија
У Сенти је завршила гимназију. Студирала је на Филолошком факултету, Универзитета у Београду. Магистрирала је 1985. године са темом Конструктивне особине прозе В. В. Розанова и докторирала 1992. године на Филозофском факултету у Новом Саду са темом Пародијски план романа Село Степанчиково Ф. М. Достојевског. На истом факултету је потом предавала руску књижевност и теорију пародије да би отишла у пензију као ванредни професор октобра 2018. године.

## Награде и признања
- Друштва књижевника Војводине (2000), за превод године (A. Genis, Tama i Tišina; Dovlatov i okolina)
- „Лаза Костић“ (2003) на 9. међународном Салону књиге у Новом Саду (A. Genis, Kula vavilonska i Pavel Krusanov Ujed anđela)
- „Милош Н. Ђурић“ (2004) за најбољи превод из области есејистике (A. Genis, Stočiću postavi se)
- „Босиљак“ (2005), за преводилачки допринос мађарској књижевности  (J. Siveri, Raspuklina)
- „Pro urbe“ (2012) [5]
- Друштва књижевника Војводине (2013) за превод године (Oto Tolnai, Kišinjevska ruža).
- "Стеван Сремац - Бал у Елемиру" (2020) за Хумористичко-сатирично дело  „Смоквин петолисник“ [6]

### Дела
- Снешко у тропима, Službeni glasnik, Akademska knjiga,  Beograd, Novi Sad, 2012.[7]
- У потрази за фигурама (коаутор), зЕтна, Сента, 2012
- Пародија у роману Село Степанчиково Ф.М. Достојевског, Филозофски факултет, Нови Сад, 2013 (електронска дисертација)[8]
- Или не, аутобиографски и поетички есеји, Културни центар Нови Сад, 2018[9]
- Kњижевне коњушњице, есеји о превођењу, Културни центар Нови Сад, 2021

### Kњиге преведене са руског језика
- Ф. Сологуб, Сеновите приче, Соларис, Нови Сад, 1995
- М. Башкирцева, Дневник 1873-1884, Матица српска, Нови Сад, 1996
- В. Шкловски, Скакач, Летопис Матице српске, Нови Сад, 1996/1, 2-3,4
- M. Цветајева, Пацоловац, Орбис, Кањижа, 1998[10]
- А. Генис, Америчка азбука, Црвени хлеб, Геопоетика, Београд, 1999
- А. Генис, Довлатов и околина, Геопоетика, Београд, 2000
- А. Генис, Tама и тишина, Геопоетика, Београд, 2000
- М. Епштејн, Очинство, Аурора, Нови Сад, 2001
- М. Епштејн, Ново секташтво, Аурора, Нови Сад, 2001
- В. Јерофејев, Енциклопедија руске душе, Геопоетика, Београд, 2001
- П. Крусанов, Ујед анђела, Геопоетика, Београд, 2002
- А. Генис, Кула вавилонска, Пејзажи, Колоплет, Геопоетика, Београд, 2002
- В. Јерофејев, Пет река живота, Геопоетика, Београд, 2003
- А. Генис, Вести из Едена, Геопоетика, Београд, 2003
- А. Генис, Сточићу постави се, Геопоетика, Београд, 2004
- В. Јерофејев, Добри Стаљин, Геопоетика, Бeoгraд, 2005
- В. Козлов, Непознати СССР, сукоби народа и власти 1953-1985, Институт за историју, Београд, 2006
- В. Јерофејев, De Profundis, Геопоетика, Београд, 2007
- В. Сорокин, Дан опричника, Геопоетика, Београд, 2008
- Ј. Шиферс, Смрћу смрт уништив, Дерета, Београд, 2009
- Узводно од суза, Једанаест руских песникиња, преводна антологија, Академска књига, Нови Сад, 2009 [11]
- А. Бушков, Владимир Путин, Од пуковника до капетана, Euro-Giunti, Београд, 2009
- А. Генис, Храна, тло и крв, Геопоетика, Београд, 2009
- Седов, В.В. Словени у прадавна времена, Академска књига, Нови Сад, 2012 (копреводилац)

### Књиге преведене са мађарског језика
- К. Ладик, Икарова сенка, Оrpheus, Нови Сад, 2004 (копреводилац)
- Ј. Сивери, Распуклина, Друштво књижевника Војводине, Нови Сад, 2005
- И. Конц, Одабране песме, zEtna,Сента, 2007
- Ј. Богдан, Латице, трн, Библиотека Нови Кнежевац, 2009
- Т. Милер, Истинита прича, Академска књига, Нови Сад, 2011
- У потрази за фигурама, zEtna, Сента, 2012
- О. Толнаи, Кишињевска ружа, Академска књига, Нови Сад, 2013
- П. Бендер, Пре првих мразева, Адреса, Нови Сад, 2014
- И. Лакатош, Коцкоград, Одисеја, Београд, 2016
- И. Лакатош, Тесла и Ема, Замало смртоносни зрак, Одисеја, Београд, 2017
- И. Беседеш, Кокон, библиотека Карло Бијелицки, Сомбор, 2016
- И. Лакатош, Тесла и Ема 2, Ракун који је хтео да опере цео свет, Одисеја, Београд, 2018
- Група аутора (Бабич, Сич, Фалчик, Ладик), Флуид, zEtna, 2019
- И. Беседеш, Злато земље Зарђаније[12]
- О.Толнаи, SCANDAL, песме, КОВ, Вршац, 2020 (Европска награда)
- А. Дамаскин, На масајској висоравни, Досије, Београд, 2021

### Радови на српском језику
- Роман преиспитивање, приказ романа Воз савести Драгомира Дујмова, zEtna, 2006[13]
- Од снимка до тумачења, приказ антологије руске приче 20. века, Летопис Матице српске, Нови Сад, 2006/јануар-фебруар[14]
- Лепа Сомборкиња, zEtna, Сента, 2006 [15]
- Адикти словесне купке, о прози Радована Бели Марковића, zEtna, 2006 [16]
- Мртве ће у црне усне бела ноћ пољубити, приказ антологије руског самиздата, Летопис Матице српске, 2007/јануар-фебруар[17]
- У животу као у трпилу, приказ Ватрогасца Тота И. Еркења, Летопис Матице српске, Нови Сад, 2007/јун [18]
- Храна очева, приказ романа Harmonia caelestis П. Естерхазија, Летопис Матице српске, Нови Сад, 2007/јун [19]
- Читати, писати, преводити (разговор са Савом Бабићем), Летопис Матице српске, Нови Сад, 2007/јун [20]
- Кула од земље, камена и речи, Стваралачка оставштина Н. А. Љвова, Зборник Матице српске за славистику, Нови Сад, 2008/74[21]
- Авангарда као адут културе, Летопис Матице српске, 2010/април [22]
- Уфачловани у чипку јуначке песме, Летопис Матице српске, 2011/јун [23]
- Како превести хијероглиф (традуктолошка белешка), Славистика, Београд, Славистичко друштво Србије, Филолошки факултет, 2012 [24]
- Nosce te ipsam, poetika devojačkog spomenara, Polja, Novi Sad, 2013/483 [25]
- Метарeализам као чежња за светском натуром, Славистика, 2014/XVIII, Београд, 2014 [26]
- Књижевна мистификација као стилогени алтер его епохе, Славистика, Београд, Славистичко друштво Србије, Филолошки факултет,  2013 [27]
- Царева кухиња. Ка формалистiчког текстуализацији тела, Сусрет култура, Нови Сад, 2016 [28]
- Барокизација губитништва, Koraci, broj 4–6/2017 [29]
- Трагом богиње Клио, Летопис Матице српске, Нови Сад, 2016/новембар [30]
- О једном раскошном тумачењу руске културе, Кораци, Крагујевац, 2018/3 [31]
- Културолошка меморија једне заумне песме Игора Бахтерева, Зборник Матице српске за књижевност и језик, 2017/1 [32]
- Барбара и Балтазар (танго жалузи), Поља, Нови Сад, 2017/506 [33]
- Nomen est omen, Кораци, Крагујевац, 2019/7-9 [34]
- Crveni plamen cinobera (od ikonopisaca do ikonoznalaca), Novi Sad, Létünk, 2019/2 [35]
- Заузми позу, читај (и пиши) прозу, Поља, 2019/семтембар, октобар [36]
- Две приче (Пустињски сурфер, Из прича моје мајке) Летопис Матице српске, Нови Сад, 2019/децембар [37]
- Смоквин петолисник, zEtna, 2020 [38]
- Видохват, zEtna, 2020[39]
- Поводом пунолетства једног романа. Предилекције читања, Летопис Матице српске, јули/август 2021[40]

### Радови на руском језику
- Утешительность круга, Дети Ра, Москва, 2011/6[41]
- Листая два карманных словаря, Лексикограф без родины. Лексикограф в мундире, Слова, Смоленск, 2012/11[42]
- Слова и словоподобия, Слова, Смоленск, 2013/12[43]
- Продолжение следует, Слова, Смоленск, 2013/13[44]
- Подмена подлинника, Стороны света, 2006/3[45]
- Немезис поэзии, Марина Цветаева, Крысолов, Перевод на сербский, Стороны света, 2006/4[46]
- Лицом к лицу с переводчиком, Стороны света, 2008/9 [47]

### Радови на енглеском језику
- Red Bread by Alexander Genis, The Slavic and East European Journal, 2002/ 1[48]
- Оn the Translator’s Retouch, Cardinal Points, Stosvet Publishing House, New York, 2010/12 [49]
- Soviet Book of the Dead, Универзитет „Гоце Делчев“, Штип, Македонија Воронешки државен универзитет, Русија, Первая международная научная конференция, 2016 [50]

### Радови на мађарском језику
- Időtáló modernség, Magyar napló, 2009/4 [51]
- Útmutató az uroborosz etetéséhez, Ex Symposion, 2011/75[52]
- Irodalmi (ló)istáló (a fordító jegyzetfüzetéből), Hungarológiai Közlemények 2015/1 [53]
- Milorad Pavić puskini fleurje, Létünk, 2010/4 [54]
- Forditás az egyéniség és a másság között, Létünk, 2011/1 [55]
- A felvilágosodás postalova(i), Létünk, 2011/2 [56]
- A hősi ének csipkéjébe kötözve, Létünk, 2011/3 [57]
- Béke is és világ is, Létünk, 2012/2 [58]
- A szavakat elszállni hagyni, Létünk, 2012/3 [59]
- A kultúrák áthatása. Fordítások eredeti nélkül, Létünk, 2012/4 [60]
- Nosce te ipsаm. Az emlékkönyv poétikája, Létünk, 2013/2 [61]
- Tudományos tanácskozás mint a társadalom kulturális önfelismerése, Létünk, 2013/3 [62]
- Drága Teó! Avagy a kultúra érzékisége, Létünk, 2015/4 [63]
- Egyén és társadalom, Létünk, 2016/2 [64]
- A cinóber piros lángja (az ikonfestőktől az ikonszakértőig), Létünk, 2019/2 [65]
- Kleió istennő nyomában 1, Családi kör, 2018, április 19 [66]
- Kleió istennő nyomában 2 Családi kör, 2018, április 26 [67]